# Trindade e Martim Vaz
Trindade e Martim Vaz é um arquipélago brasileiro localizado no oceano Atlântico, a cerca de 1 200 km a leste da sede do município de Vitória, do qual faz parte, no estado do Espírito Santo. De todas as ilhas desse arquipélago, apenas Trindade é habitada e a única localidade existente na ilha é o Posto Oceanográfico da Ilha da Trindade (POIT), uma guarnição militar mantida pela Marinha do Brasil.
O POIT é o local habitado mais remoto do Brasil, estando situado a 1 025 km de distância da localidade mais próxima, que é a guarnição mantida pela Marinha na ilha de Santa Bárbara, no arquipélago dos Abrolhos. Já as ilhas Martim Vaz, são conhecidas por serem o ponto extremo leste de todo o território brasileiro, sendo juntamente com o arquipélago de São Pedro e São Paulo, um dos dois primeiros locais onde acontecem o nascer e o pôr do sol no Brasil.
O arquipélago é constituído por duas ilhas principais (Trindade e Martim Vaz), separadas por 48 km, que somam uma área total de 10,4 km². As ilhas são consideradas, pelos navegadores, como um imenso paredão no meio do Atlântico.

## Características

### Ilhas de Martim Vaz
É um conjunto de ilhas formado pela ilha principal (Martim Vaz, com altitude máxima de 175 m), duas ilhotas íngremes e inacessíveis (a ilha do Norte, com altitude máxima 65 m e a ilha do Sul, com 122 m de altitude máxima) e vários rochedos menores, como o Rochedo Agulha, espalhados a 48 km a leste de Trindade, perfazendo uma área total de 0,3 km² (30 ha).
A vegetação é predominantemente rasteira, com a presença de raros arbustos no topo, que são impiedosamente açoitados pelo vento. A fauna é formada apenas por caranguejos, aranhas endêmicas e centenas de aves migratórias.
Como lajes e alto-fundos cercam as ilhas, mostrando um campo minado nem sempre emerso, desconhecido e pouco registrado nas cartas náuticas, a área apresenta altas probabilidades de naufrágio para embarcações desavisadas de qualquer porte. A única maneira segura de desembarque nas ilhas é através de helicóptero, pelo fato de as ilhas serem literalmente verticais mas planas na parte superior, como um chapadão.

## História
A ilha de Martim Vaz foi descoberta em 1501, durante o reinado de D. Manuel I de Portugal, pelo navegador galego João da Nova. No ano seguinte, o navegador português Estêvão da Gama visitou a ilha vizinha e chamou-a ilha da Trindade. As ilhas permaneceram na posse de Portugal até à independência do Brasil, altura em que passaram a ser brasileiras. Em 1890, o Reino Unido ocupou Trindade, mas os ingleses abandonaram as ilhas em 1896, depois de um acordo entre os dois países, que contou com mediação portuguesa.

### Trindade

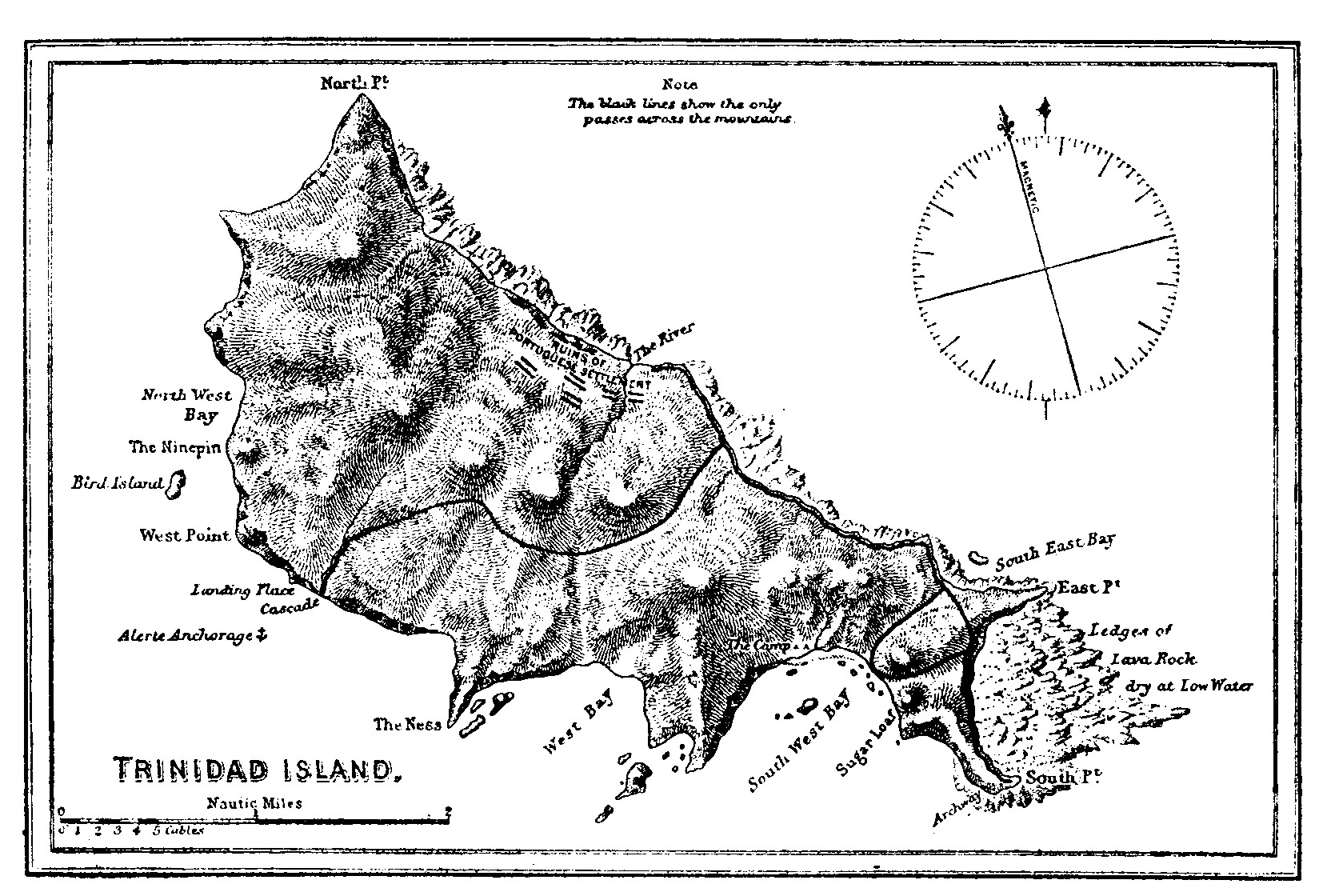
Mapa da ilha da Trindade na obra The Cruise of the Alerte de E. F. Knight.

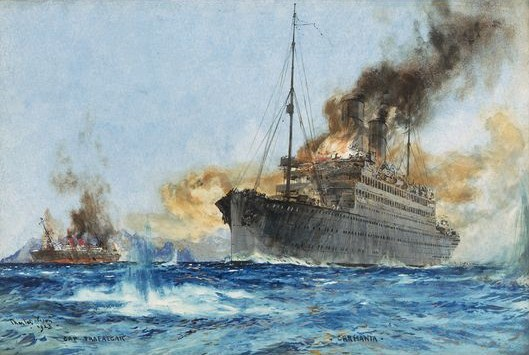
Batalha de Trindade, em setembro de 1914

A frota de Estêvão da Gama, a caminho da Índia, na latitude de 20º S, descobriu, a 18 de maio de 1502, uma ilha que denominou de ilha da Trindade.
Vários foram os visitantes ilustres que lá estiveram, sendo o mais conhecido o astrônomo inglês Edmund Halley, que chegou a tomar posse da ilha em nome da monarquia britânica (1700). Em 1895, mais uma vez, tentaram os ingleses obter a posse dessa estratégica posição no Atlântico Sul, porém os esforços diplomáticos brasileiros, aliados ao apoio da diplomacia portuguesa, reintegraram a posse da ilha da Trindade ao Brasil. Para afirmar, de uma vez por todas, a soberania brasileira sobre a ilha, foi erigido um marco na data de 24 de janeiro de 1897.

### Martim Vaz
Descoberta em 1512 por João da Nova, foram visitadas em 1514 por Juan de la Cosa, que denominou a ilha principal de Santa Maria Esmeralda. Em 1768, o francês La Pérouse tentou subir as rochas, mas dois de seus marinheiros acabaram morrendo na tentativa. Em homenagem aos mortos, denominou as ilhas do grupo como Martim Vaz. Em 1951, a Marinha do Brasil quis tomar formalmente posse das ilhas e uma guarnição militar tentou hastear a bandeira na ilha principal, contudo a embarcação naufragou ao bater de frente com um rochedo e doze marinheiros perderam suas vidas.
Em 1960, uma expedição científica inglesa com o navio HMS Owen achou uma enseada segura e conseguiu explorar a ilha maior. A primeira aterrissagem na Ilhota do Sul foi feita em 1962 por uma equipe militar a bordo de um helicóptero. Mais recentemente, em 2007, houve outros pousos por helicóptero da aviação naval para a substituição da bandeira nacional lá hasteada. O pesquisador Evaristo Scorza encontrou, nas ilhas, algumas provas de um mineral extremamente raro, a hauynita, apenas encontrado em tempos antigos na China e na Eslováquia.

### Séculos XX e XXI
O isolamento e falta de estrutura de Trindade fizeram a administração de Artur Bernardes aproveitar-se da ilha como um presídio político durante o estado de sítio de 1924–1926. Os primeiros presos políticos desembarcaram em dezembro de 1924. Passaram pela ilha vários militares com carreiras futuras ilustres: os candidatos a presidente Eduardo Gomes e Juarez Távora, os interventores federais Augusto Maynard Gomes e Roberto Carneiro de Mendonça e o ministro da Guerra Odílio Denys. Os presos viveram em barracas de lona, entreteram-se com a leitura e os jogos como o pingue-pongue e voleibol e batizaram as localidades da ilha com homenagens à revolução tenentista: o planalto General Isidoro, túnel Tenente Jansen, enseada Viúva Gomes, areal Costa Leite e praia Edith. Médicos, cartas e livros chegavam de navio, juntamente com o revezamento dos guardas.
As provisões só incluíram carne na penúltima viagem. A caça de cabritos, porcos e patos não teve muito sucesso, e a pesca nas ondas violentas era perigosa. Uma tartaruga de uma centena de quilos serviu de alimento por alguns dias. Nessas condições, vários presos padeceram de avitaminose, beriberi e polineurite, havendo inclusive casos fatais. Em 21 de junho de 1926 a estação radiotelegráfica da Ilha das Cobras recebeu um apelo de habeas corpus dos desterrados de Trindade, protestando da "mal disfarçada eliminação dos adversários, contra expressa posição constitucional". Mas os prisioneiros só foram liberados ao início de 1927, quando terminou o estado de sítio.
Embora não tenha população permanente, desde 1957 o arquipélago sedia o Posto Oceanográfico da ilha da Trindade (POIT), guarnecido por 32 homens da Marinha do Brasil, metade dos quais revezados a cada bimestre. Além da guarda desse território insular brasileiro, esses homens executam a coleta de dados maregráficos e meteorológicos daquela região do Atlântico Sul.
Em 14 de setembro de 1914 aconteceu a Batalha de Trindade; uma ação entre navios durante a Primeira Guerra Mundial. A batalha ocorreu ao largo da costa do Brasil na ilha da Trindade entre a Marinha Imperial Alemã e a Marinha Real Britânica.

## Geografia

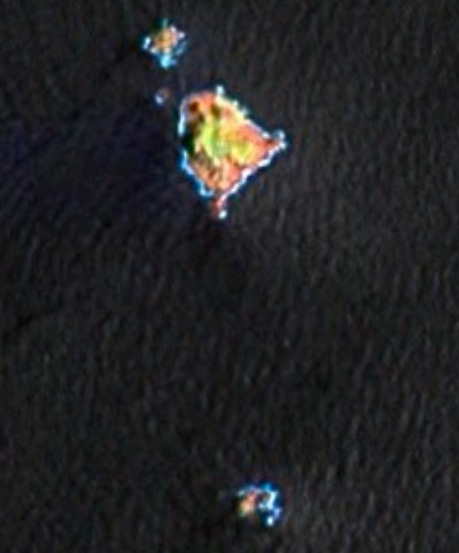
Foto de satélite da NASA de Martim Vaz em falsa cor

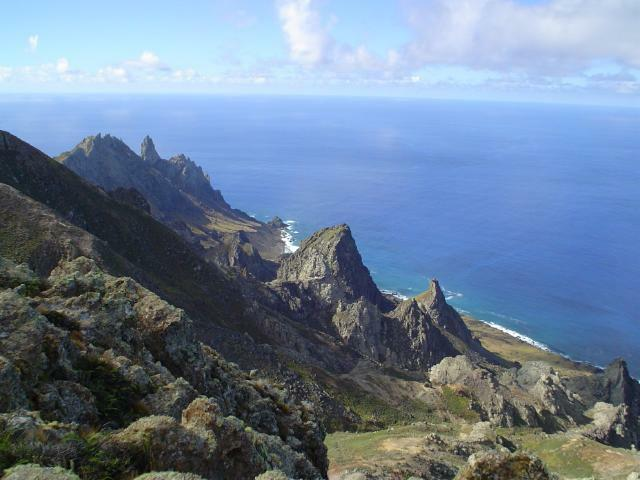
Vista parcial do arquipélago

A ilhas Trindade e Martim Vaz se localizam a 1 200 km da costa de Vitória, no centro do Atlântico Sul. O arquipélago é formado por duas ilhas principais (Trindade e Martim Vaz), duas ilhotas íngremes e inacessíveis (a ilha do Norte e a ilha do Sul) e vários rochedos menores (como o Rochedo Agulha) espalhados a 48 km a leste de Trindade, perfazendo uma área total de 10,4 km². As ilhas alcançam uma altitude máxima de seiscentos metros acima do nível do mar em Trindade.
As duas grandes ilhas principais compõem a maior parte da área terrestre: ilha da Trindade (9,2 km²), ao sul e a ilha Martim Vaz (0,3 km²) ao norte.
As outras ilhas são muito menores e de difícil acesso. Trata-se das ilhotas de Martim Vaz, que são a ilha do Norte e a ilha do Sul e rochedos localizados a 48 km a leste da ilha da Trindade.

### Geologia
A ilha da Trindade tem numerosos centros vulcânicos. A atividade vulcânica mais recente aconteceu há aproximadamente 50 000 anos no Vulcão Paredão no ponto mais ao sudeste da ilha. Essa atividade consistiu em fluxo piroclástico que acumulou um cone de cinzas.
Em Trindade ocorreram cinco vulcões acima do nível do mar. O vulcão denominado Complexo de Trindade é o mais antigo dos cinco e caracteriza-se por possuir rochas intrusivas e piroclásticas. Na Enseada da Cachoeira, podem-se reconhecer as rochas mais antigas da ilha. Há também a formação Morro Vermelho, que resultou de uma erupção explosiva com derrames de lava denominada ankaratrica.
Outras formações que se destacam são a Formação Valado, onde ocorre rochas piroclásticas; o Morro do Paredão, que representa as ruínas de um vulcão. O Morro do Paredão corre o risco de desaparecer devido à ação erosiva das águas oceânicas. É o único resto reconhecível de um vulcão no Brasil.
Trindade possui uma série vulcânica que se caracteriza por ser altamente subsaturada em sílica. Juntamente com a série vulcânica de Fernando de Noronha, é a série vulcânica oceânica mais subsaturadas em sílica do Atlântico.

### Clima
A ilha da Trindade possui um clima que varia entre o tropical semiúmido e o semiárido. Apresenta baixa pluviosidade média anual e duas estações bem definidas, sendo a seca entre janeiro e março. O mês mais quente é março e julho é o mais frio.

### Flora e fauna
A pesquisa ambiental acerca do ecossistema da ilha encontra-se a cargo da equipe de pesquisas do Museu Nacional da Universidade Federal do Rio de Janeiro desde 1916. De acordo com estudos da instituição, existem 124 espécies botânicas vasculares na ilha, catorze das quais endêmicas. A principal espécie vegetal é a samambaia gigante. A principal espécie animal terrestre na ilha é o caranguejo-amarelo (Gecarcinus lagostoma), que ocorre até mesmo nos picos mais altos. No passado, foram deixados para trás cabras, porcos e outros animais domesticados. Como eles perturbavam o ambiente natural, a Marinha, com base em relatórios do Museu Nacional, erradicou as espécies exóticas. Existem também aves marinhas, sendo predominante a presença de fragatas e uma variação de petréis.
No mar, é grande a variedade de espécies, mas a mais famosa é o cangulo preto, conhecido entre a guarnição da Marinha do Brasil como "pufa", que ataca em cardume ao menor sinal de sangue, com comportamento e agressividade similar às piranhas. A ilha é local de desova de grande contingente da tartaruga-verde (Chelonia mydas) e área de alimentação da tartaruga-de-pente (Eretmochelys imbricata). Dentre os Chondrichthyes, é comum a presença do cação-lixa, tubarão galha-preta, tubarão galha-branca e tubarão-limão (Negaprion brevirostris).